# Vlastislav (okres Litoměřice)
Vlastislav (dříve též Vlastislavy, německy Watislaw nebo Watislau) je obec v okrese Litoměřice v Ústeckém kraji na potoce Modla, 8 km západně od Lovosic a 3 km severozápadně od Třebenic. Rozkládá se na 5,64 km² a žije v ní 169 obyvatel. Pod obec patří též osada Chrastná a také hájovna Kačenka u Děkovky.

## Historie
První písemná zmínka pochází z roku 1184, ale v místě obce bylo prokazatelně již v raném středověku vystavěno hradiště. Podle Kosmovy kroniky mělo patřit Lučanům, nepřátelům Čechů a sloužit buď jako předsunutý obranný hrad, nebo dokonce i jako hlavní správní hrad luckého knížectví. Měl ho nechat vystavět lucký kníže Vlastislav. Podle pověsti ho měli Češi později zničit. Násilné zničení je patrné i z ohořelých zbytků, které byly nalezeny při archeologických vykopávkách, které v padesátých letech 20. století vedl Dr. Zdeněk Váňa. Problém je jen v datování, podle všeho bylo hradiště zničeno až o 150 let později, než kam zničení umísťuje pověst.

## Obyvatelstvo
|                                                | 1869 | 1880 | 1890 | 1900 | 1910 | 1921 | 1930 | 1950 | 1961 | 1970 | 1980 | 1991 | 2001 | 2011 |
| ---------------------------------------------- | ---- | ---- | ---- | ---- | ---- | ---- | ---- | ---- | ---- | ---- | ---- | ---- | ---- | ---- |
| Obyvatelé                                      | 391  | 375  | 389  | 349  | 344  | 338  | 331  | 271  | 264  | 185  | 160  | 128  | 146  | 151  |
| Domy                                           | 80   | 81   | 82   | 80   | 82   | 80   | 84   | 81   | 64   | 55   | 45   | 68   | 77   | 78   |
| Tabulka obsahuje údaje osad Chrastná a Skalka. |      |      |      |      |      |      |      |      |      |      |      |      |      |      |

## Pamětihodnosti
- Na malé čedičové vyvřelině nad obcí se tyčí věž hrádku Skalka ze 14. století, zbořeného roku 1639. Od věže lze spatřit zříceniny dalších hradů v okolí – Košťálov, Oltářík, Ostrý, Hazmburk. V těsném sousedství zříceniny pak stojí zámek Skalka z konce 17. století.
- Vodní mlýn čp. 6, barokní z roku 1752[8]
- Barokní kaple z osmnáctého století ve vesnici[8]
- Barokní kaple svatého Jana Nepomuckého z roku 1722 nad pramenem v údolí asi půl kilometru severozápadně od vesnice[8]
- Barokní sousoší Piety z osmnáctého století v osadě Chrastná[8]
- Na severním okraji vesnice se zvedá ostrožna se zbytky raně středověkého hradiště označovaného také místní názvem Na Šancích.[9]
- Na hřbitově je hrobka Schönbornů.

## Galerie

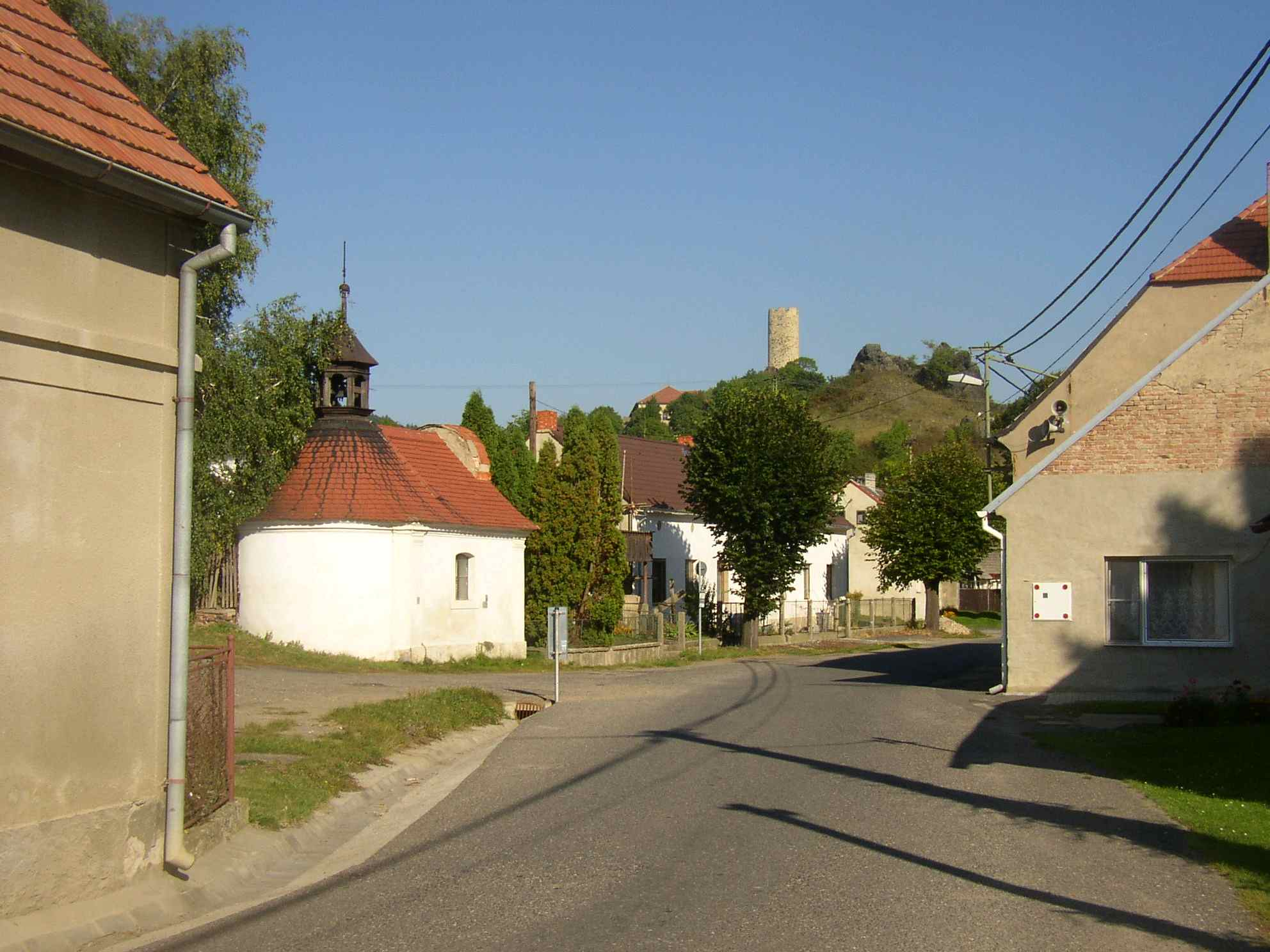
Pohled na střed obce k východu; v pozadí věž hradu Skalka
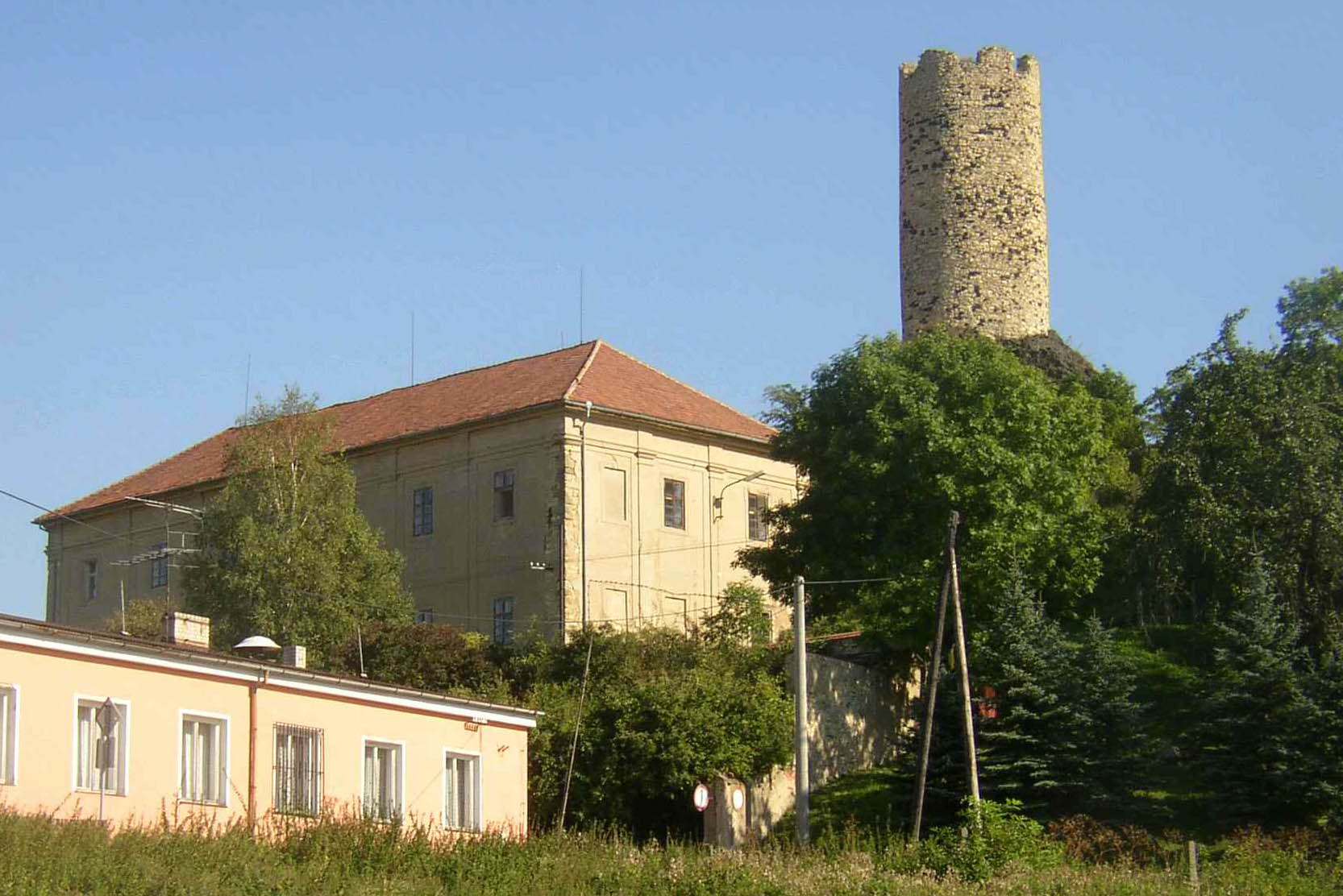
Zámek a zřícenina hradu Skalka
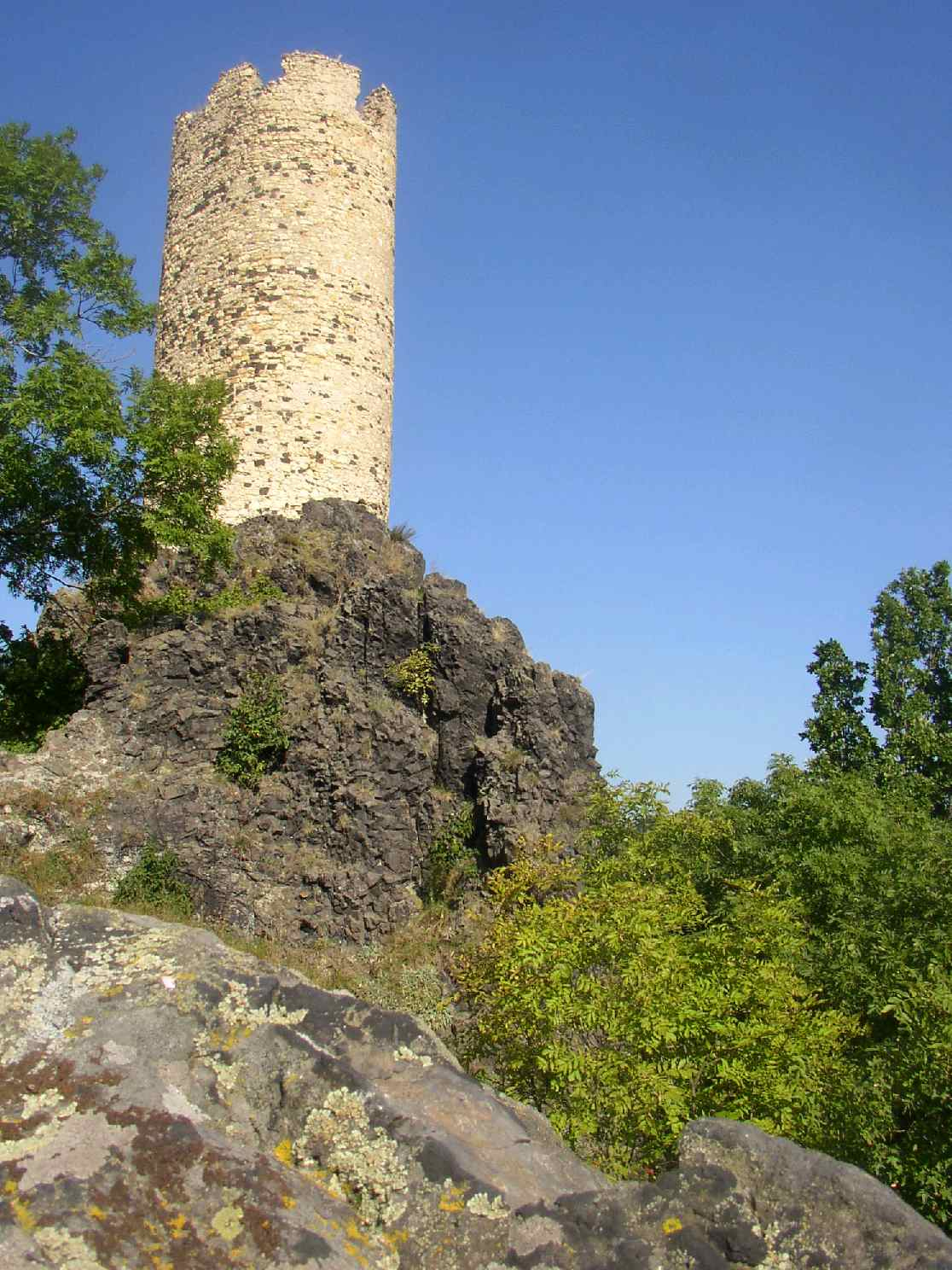
Věž hradu Skalka
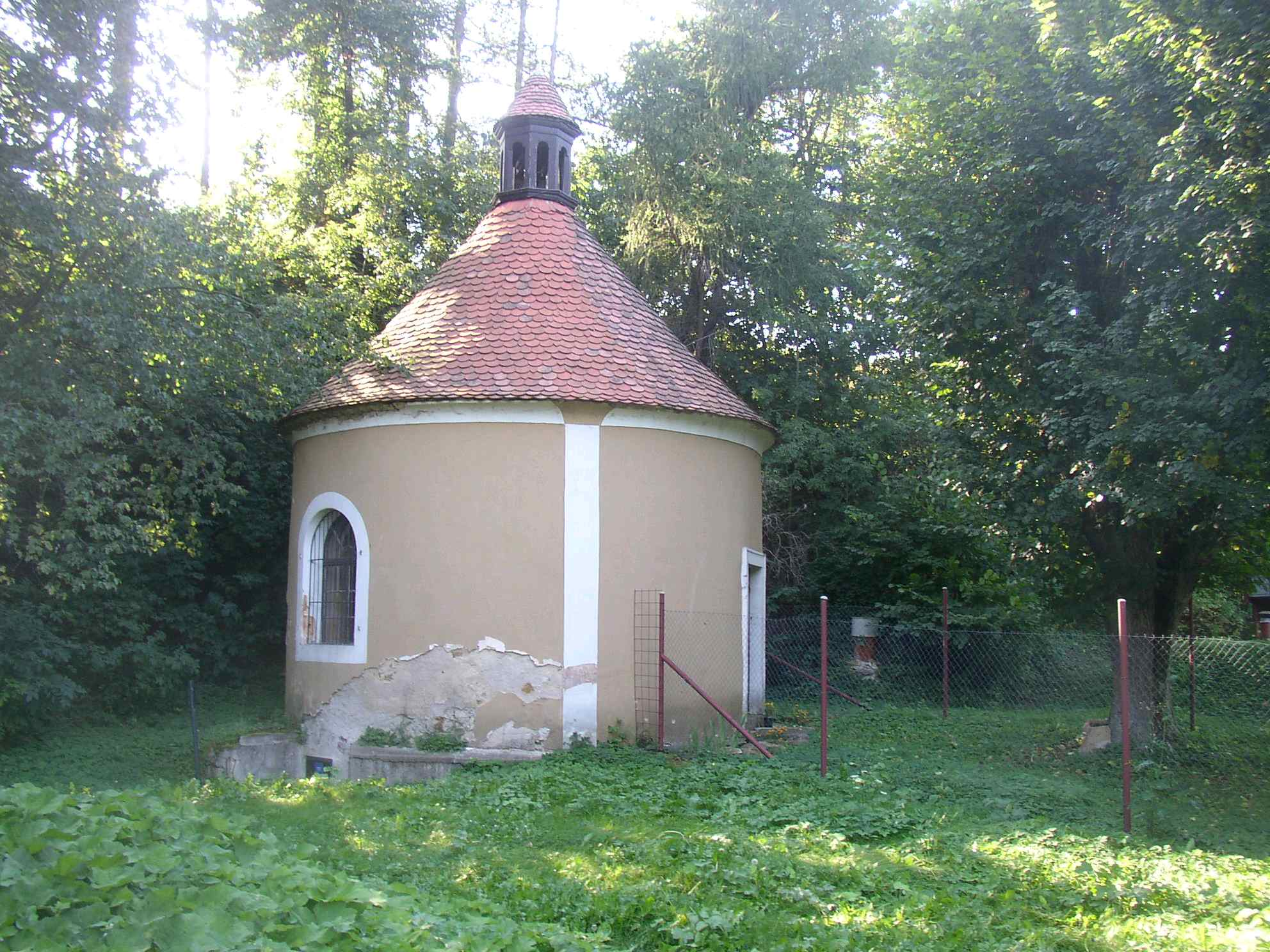
Kaple sv. Jana Nepomuckého
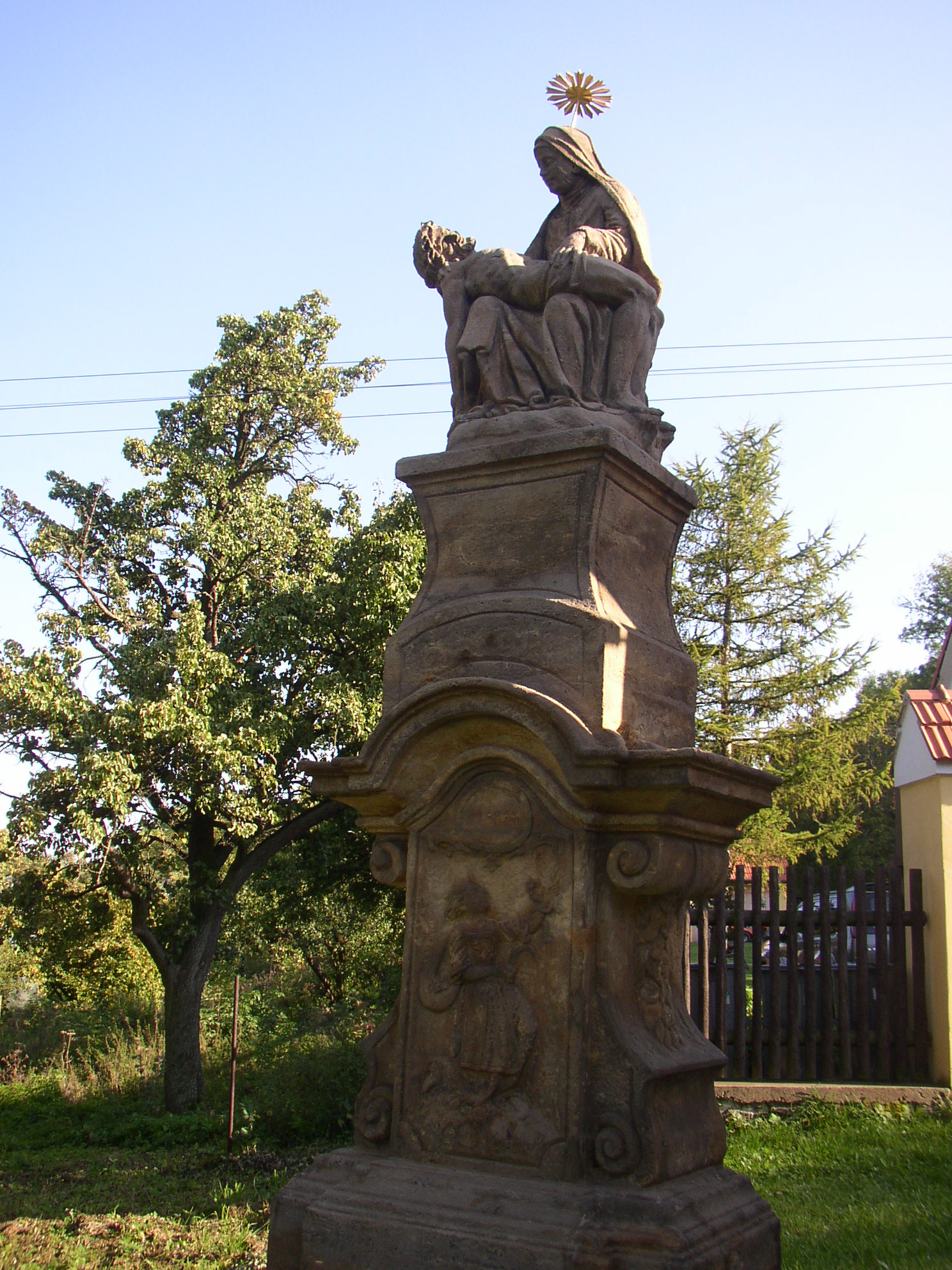
Sousoší Piety v Chrastné

## Slavní rodáci
- Christoph kardinál Schönborn, od roku 1995 16. arcibiskup vídeňský